# Durable water repellent

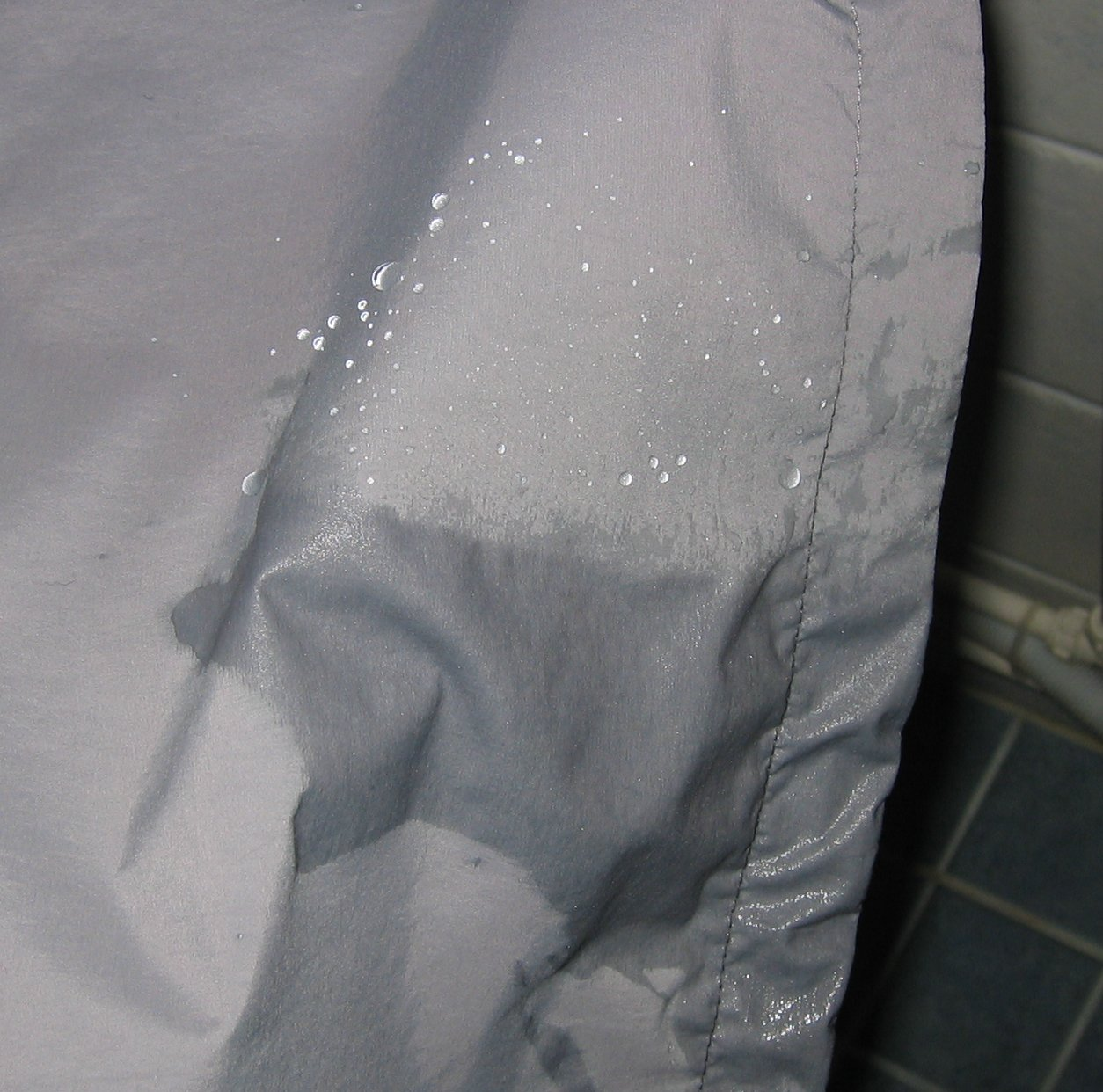
Het bovenste deel van de stof is gestreken en gewassen en deze warmtetoepassing heeft de hydrofobe effect nieuw leven ingeblazen. Het onderste deel van de stof is enkel gewassen; water maakt de stof nog steeds nat.

Durable water repellent, of DWR, is een oppervlaktebehandeling (coating) die aan kledij wordt toegevoegd om ze waterafstotend (hydrofoob) te maken. De meeste coatings zijn op basis van fluorpolymeer.
Waterafstotende lagen worden vaak gebruikt in combinatie met waterdichte ademende stoffen zoals Gore-Tex om te voorkomen dat de buitenste laag van de stof door water verzadigd raakt. Deze verzadiging, het 'nat worden' van het kledingstuk, vermindert het ademend vermogen van het kledingstuk (minder vochttransport door het ademende membraan) en kan de oorzaak zijn dat er water binnensijpelt.
Het effect van de behandeling vermindert na verloop van de tijd. Herbehandelen kan (afhankelijk van het type) door een droogcyclus in de droogkast of het aanbrengen van specifieke sprays.